# Роудз, Мэри Энн
Мэри Энн Роудз (англ. Mary Ann Rhodes; урожденная Дормер; 12 августа 1882, Лидс, Онтарио, Канада — 3 марта 1998, Кингстон, Онтарио, Канада) — канадская супердолгожительница, которая на момент своей смерти была третьим старейшим живущим человеком в мире и вторым в Канаде. Несмотря на достижение почтенного возраста 115 лет, Роудз никогда не была самым старым ныне живущим человеком, ни мира, ни Канады, ни даже Онтарио, ибо была жива её соотечественница Мария-Луиза Мейёр, которая пережила на месяц Мэри Энн и умерла в возрасте 117 лет. Из-за этого Мэри Энн Роудз никогда не была в центре внимания мировых СМИ. О ней писали только в местных изданиях.

## Биография
Мэри Энн Роудз родилась 12 августа 1882 года в Лидсе, провинция Онтарио, Канада. Её родителями были Джон и Анабель Дормер. В 1912 году она вышла замуж за Виктора Роудза. У них был один сын по имени Мюррей. После смерти Виктора в 1954 году, Мэри продолжала жить в Онтарио. В 1986 году она переехала в дом престарелых в Кингстоне. Мэри Энн Роудз умерла 3 марта 1998 года в возрасте 115 лет и 203 дня. На момент смерти она была второй старейшей полностью верифицированной канадкой в истории, а также третьим старейшим живущим человеком в мире. 
Сегодня она входит в топ-30 старейших людей живших когда-либо среди верифицированных и остается второй старейшей канадкой в истории.

## См.также
- Список старейших людей в мире
- Список старейших женщин
- Долгожитель